# Siegenthal

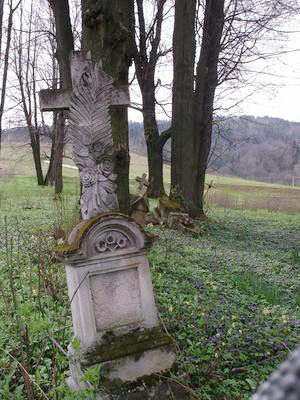
Alte Grabsteine

Die Kolonie Siegenthal (polnisch Zwycięska Dolina) ist eine aufgelassene Ortschaft in den Bieszczady auf dem Gebiet der Gemeinde Ustrzyki Dolne in der Woiwodschaft Karpatenvorland in Polen.
Sie liegt in einem bewaldeten Teil der Beskiden im äußersten Südosten Polens an der Strwiąż in einem hügeligen Gebiet 4 km hinter Ustrzyki Dolne an der Landstraße zur ehemaligen Kolonie Obersdorf bei Krościenko.

## Geschichte
Das Dorf wurde 1783 von deutschen Siedlern aus Magdeburg im Zuge der Josephinischen Kolonisation nach dem Ansiedlungspatent Kaiser Josephs II. gegründet. 
Der als Waldhufendorf angelegte Ort war ein Teil des Dorfes Brzegi Dolne und war bis 1914 Teil des Sanoker Kreises im sog. Königreich Galizien und Lodomerien. 
Danach gehörte es bis 1939 dem Powiat Dobromil an. 
Die evangelische Gemeinde war bis 1940 nach Bandrów eingepfarrt. 
Die Kolonie wurde ab 1946 liquidiert. Einzelne Grabsteine des ehemaligen evangelischen Friedhofs sind erhalten geblieben.

## Einwohnerschaft
1784–1852: Bardua, Bäcker, Berstler, Bräuer, Chanelles, Eberwein, Eisig, Frombach, Frambach, Görlitz, Götz, Günther, Haas, Hilbrunner, Hoffmann, Keller, Koch, Krebs, Lutz, Linder, Mattern, Raab, Schofer, Schwarz, Schweitzer, Wulle.